# 九経
九経（きゅうけい）とは、儒教における9種類の経典のこと。現在の通説では唐の科挙における明経科において試験科目とされていた。易経・書経・詩経・周礼・儀礼・礼記・春秋左氏伝・春秋公羊伝・春秋穀梁伝の9つの経典を指すことが多い。
「九経」の概念は唐の時代に成立し、公式の場では上記の9つをもって「九経」としていたが、儒学者の間には異論もあり、後世に至るまで様々な説が存在していた。
- 唐の谷那津（「九経庫」）は、易経・書経・詩経・礼記・楽経・春秋・論語・孝経・小学をあげている。
- 唐の陸徳明（「経典釈文」序録）は、易経・書経・詩経・周礼・儀礼・礼記・春秋・孝経・論語をあげている。
- 唐の徐堅（「初学記」）は、明経科と同様に易経・書経・詩経・周礼・儀礼・礼記・春秋左氏伝・春秋公羊伝・春秋穀梁伝をあげている。また、杜佑（「通典」）も同様の説を採用している。
- 宋の魏了翁（「九経要義」）は、周礼・儀礼・礼記・周易・書経・詩経・春秋・論語・孟子をあげている。
- 明の郝敬（「九部経解」）は、易経・書経・詩経・周礼・儀礼・礼記・春秋・孟子・論語をあげている。
- 清の恵棟（「九経古義」）は、易経・書経・詩経・周礼・儀礼・礼記・春秋公羊伝・春秋穀梁伝・論語をあげている。
- 日本の大田錦城（「九経談」）は、易経・書経・詩経・春秋左氏伝・大学・論語・孝経・中庸・孟子をあげている。